# Metabolički intermedijer
Metabolički intermedijeri su molekuli koji su prekurzori ili metaboliti biološki značajnih molekula.
Intermedijeri od relativno manjeg značaja za ćelijsku funkciju, ali imaju važnu ulogu u alosternoj regulaciji enzima. 

## Klinički značaj
Metabolički intermedijeri mogu da budu korisni u određivanju brzine metaboličkih procesa (na primer, 3,4-dihidroksifenilsirćetna kiselina ili 3-aminoizobutirat).
Oni mogu budu veštačke tačke ulaza u prirodne metaboličke puteve. Iz tog razloga su neki od njih, npr. AICA ribonukleotid, od interesa u istraživanjima razvoja novih terapija.

## Literatura
- David L. Nelson; Michael M. Cox (2005). Principles of Biochemistry (IV изд.). New York: W. H. Freeman. ISBN 0-7167-4339-6.
- Donald Voet; Judith G. Voet (2005). Biochemistry (3 изд.). Wiley. ISBN 9780471193500.